# پایونیر (کالیفرنیا)
پایونیر (به انگلیسی: Pioneer) یک منطقهٔ مسکونی در ایالات متحده آمریکا است که در شهرستان آمادور، کالیفرنیا واقع شده‌است. پایونیر ۱۱٫۱۹۰ کیلومتر مربع مساحت و ۱٬۰۹۴ نفر جمعیت دارد و ۹۱۰ متر بالاتر از سطح دریا واقع شده‌است.